# محمود قائد رحمتی
محمود قائد رحمتی (زاده ۱۵ آذر ۱۳۷۰ در دورود) بازیکن فوتبال اهل ایران است که در پست هافبک میانی برای باشگاه فوتبال ذوب‌آهن در لیگ برتر خلیج فارس بازی می‌کند.

## اطلاعات باشگاهی
گهر دورود کار خود را از باشگاه گهر شروع کرد و یک فصل در این تیم بود
بعثت کرمانشاه با قرار دادی به تیم بعثت کرمانشاه پیوست
خیبر خرم‌آباد لیگ یک را با خیبر شروع کرد پس از فصل درخشان مورد توجه قرار گرفت
سپاهان کار خود را در لیگ برتر با باشگاه فوتبال سپاهان اصفهان شروع کرد
نفت مسجدسلیمان
آلومینیوم اراک به این تیم پیوست و زیر نظر سید مهدی رحمتی یک فصل درخشان را سپری کرد
نساجی مازندران در این فصل با قرار دادی آزاد به تیم نساجی مازندران پیوست و خود را آماده آغاز لیگ برتر و لیگ قهرمانان آسیا آماده می‌کند